# Pfizer

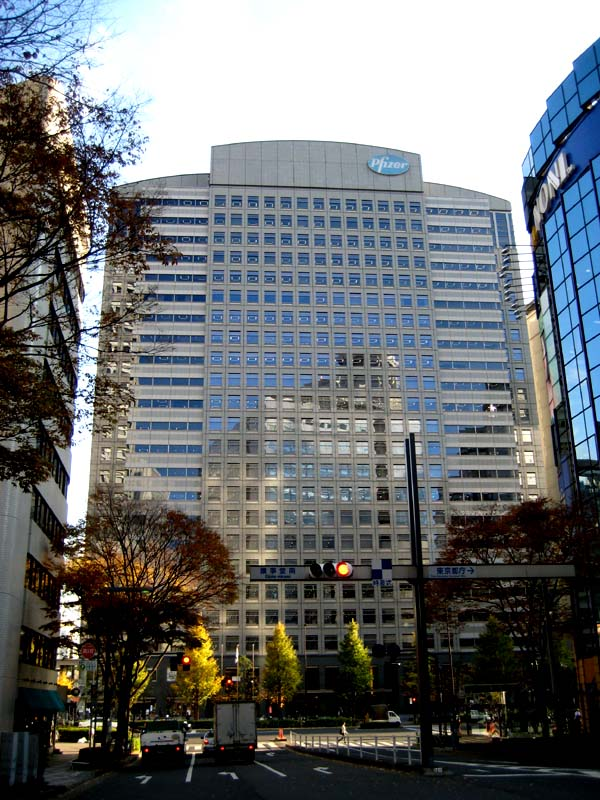
Trụ sở chính của Pfizer tại Tokyo, Nhật Bản

Pfizer Inc. (/ˈfaɪzər/ FY-zər) là một tập đoàn đa quốc gia về dược phẩm và công nghệ sinh học của Mỹ có trụ sở tại Phố 42 ở Manhattan, Thành phố New York. Công ty ra đời năm 1849 tại New York do hai doanh nhân người Đức là Charles Pfizer (1824–1906) và anh họ của ông là Charles F. Erhart (1821–1891) thành lập.
Pfizer phát triển và sản xuất thuốc cũng như vắc-xin về miễn dịch học, ung thư, tim mạch, nội tiết và thần kinh học. Công ty có một số thuốc bom tấn hoặc sản phẩm mà mỗi sản phẩm tạo ra hơn 1 đô la Mỹ tỷ doanh thu hàng năm. Năm 2020, 52% doanh thu của công ty đến từ Mỹ, 6% đến từ Trung Quốc và Nhật Bản và 36% đến từ các quốc gia khác.
Pfizer là một thành phần của chỉ số thị trường chứng khoán Chỉ số trung bình công nghiệp Dow Jones từ năm 2004 đến tháng 8 năm 2020. Công ty đứng thứ 64 trên Fortune 500 và 49 trên Forbes Global 2000.

## Lịch sử

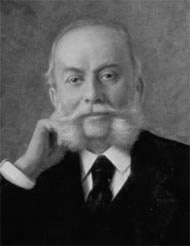
Charles Pfizer (1824–1906)

### Ban đầu
Pfizer ra đời năm 1849 do Charles Pfizer và Charles F. Erhart thành lập, hai người là anh em họ và là dân di cư từ Ludwigsburg, nước Đức đến Hoa Kỳ từ một năm trước đó. Công ty sản xuất các hợp chất hóa học và có trụ sở chính trên Phố Bartlett ở Williamsburgh, New York nơi họ sản xuất một thuốc chống ký sinh trùng được gọi là santonin. Đây là một thành công gần như ngay lập tức, mặc dù việc sản xuất axit xitric mới chính là con đường dẫn đến sự phát triển vượt bậc của Pfizer trong thập niên 1880. Pfizer tiếp tục mua bất động sản trong khu vực (nay là quận Williamsburg của thành phố Brooklyn, New York và bắt đầu từ năm 1898, City of Greater New York) để mở rộng phòng thí nghiệm và nhà máy, họ giữ lại văn phòng trên Đại lộ Flushing cho đến thập niên 1960; nhà máy Brooklyn cuối cùng đã đóng cửa vào năm 2009. Sau thành công với axit xitric, Pfizer (tại số 295 Đại lộ Washington hiện đã bị phá hủy) và Erhart (tại số 280 Đại lộ Washington) đã chuyển đến quận Clinton Hill gần đó, lúc này đang nổi tiếng trong Thời kỳ vàng son của cải. Pfizer trải qua những mùa hè ở Newport, Rhode Island và qua đời vào năm 1906.
Năm 1989, các nhà khoa học của Pfizer là Peter Dunn và Albert Wood đã tạo ra Viagra (sildenafil) để điều trị huyết áp cao và đau thắt ngực, chứng đau ngực liên quan đến bệnh động mạch vành. Năm 1991, nó đã được cấp bằng sáng chế ở Anh như một loại thuốc điều trị bệnh tim. Các thử nghiệm ban đầu về loại thuốc này cho thấy nó không có tác dụng điều trị bệnh tim, nhưng các tình nguyện viên tham gia thử nghiệm lâm sàng đã tăng độ cương cứng vài ngày sau khi dùng thuốc. Thuốc  được cấp bằng sáng chế tại Mỹ năm 1996 và được Cục Quản lý Thực phẩm và Dược phẩm chấp thuận vào tháng 3 năm 1998. Ttháng 12 năm 1998, Pfizer đã thuê Bob Dole làm người phát ngôn cho loại thuốc này. Bằng sáng chế cho Viagra hết hạn vào năm 2020.

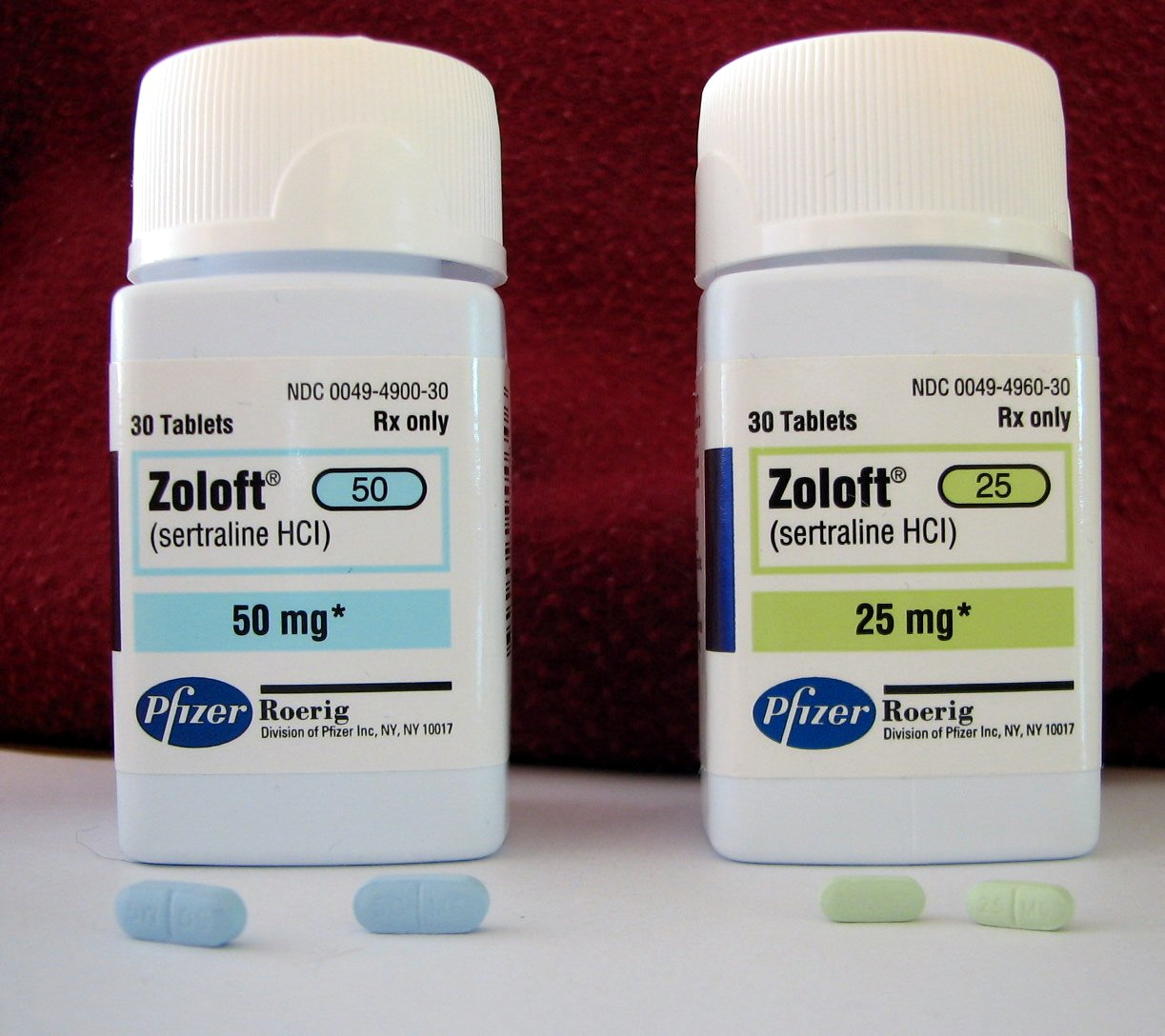
Zoloft (sertraline), một loại thuốc chống trầm cảm

Năm 1997, công ty ký một thỏa thuận đồng tiếp thị với Warner–Lambert cho thuốc Lipitor (atorvastatin), một statin dùng để điều trị tăng cholesterol máu. Mặc dù atorvastatin là statin thứ năm được phát triển, các thử nghiệm lâm sàng cho thấy atorvastatin làm giảm lipoprotein mật độ thấp mẫu C (LDL-C) đáng kể hơn so với các loại thuốc statin khác. Khi hết hạn bằng sáng chế vào năm 2011, Lipitor là loại thuốc bán chạy nhất từ trước đến nay, với doanh thu xấp xỉ $125 tỷ trong hơn 14,5 năm.
Tháng 7 năm 2019, công ty mua lại Therachon với giá lên tới 810 triệu đô la, mở rộng danh mục bệnh hiếm gặp thông qua hợp chất thụ thể yếu tố tăng trưởng nguyên bào sợi người 3 tái tổ hợp của Therachon, nhằm điều trị các tình trạng như hội chứng lùn. Cũng trong tháng 7, Pfizer đã mua lại Array Biopharma với giá 10,6 tỷ đô la, thúc đẩy quy trình sản xuất thuốc điều trị ung thư. Tháng 8 năm 2019, Pfizer hợp nhất mảng kinh doanh sức khỏe người tiêu dùng với GlaxoSmithKline, thành một liên doanh do GlaxoSmithKline sở hữu 68% và Pfizer sở hữu 32%, với kế hoạch biến nó thành công ty đại chúng. Giao dịch được xây dựng dựa trên giao dịch năm 2018 khi GlaxoSmithKline mua cổ phần Novartis. Giao dịch diễn ra sau các cuộc đàm phán với các công ty khác bao gồm Reckitt Benckiser, Sanofi, Johnson & Johnson, and Procter & Gamble. Tháng 9 năm 2019, Pfizer khởi xướng một nghiên cứu với CDC Foundation để điều tra việc theo dõi bệnh nhiễm trùng tại bệnh viện, dự kiến kéo dài đến tháng 6 năm 2023. Vào tháng 12 năm 2019, Pfizer đã trao thêm 1.948.482 đô la cho Quỹ CDC để tiếp tục nghiên cứu sàng lọc và điều trị bệnh cryptococcal tại chín quốc gia châu Phi.

### COVID-19
Pfizer đã phát triển và tung ra một số sản phẩm để ứng phó với đại dịch COVID-19, bao gồm vắc xin Pfizer–BioNTech COVID-19 và Paxlovid.
Tháng 3 năm 2020, Pfizer đã tham gia chương trình COVID-19 Therapeutics Accelerator để đẩy nhanh việc phát triển các phương pháp điều trị chống lại COVID-19. Sáng kiến trị giá 125 triệu đô la do Quỹ Bill & Melinda Gates khởi xướng với sự hợp tác của Mastercard và Wellcome Trust, với nguồn tài trợ bổ sung được công bố ngay sau đó từ Chan Zuckerberg Initiative, Văn phòng Đối ngoại và Thịnh vượng chung và Madonna.

##### Hiệu quả và ủy quyền
Ngày 9 tháng 11 năm 2020, Pfizer thông báo rằng vắc xin COVID-19 của BioNTech, đã được thử nghiệm trên 43.500 người, được phát hiện là có hiệu quả 90% trong việc ngăn ngừa triệu chứng COVID-19. The efficacy was updated to 95% a week later. Nhà miễn dịch học Iwasaki Akiko khi phỏng vấn với New York Times đã mô tả phần trăm hiệu quả là "một con số cực kỳ ngoạn mục." Thông báo này đã đưa Pfizer và BioNTech trở thành những công ty đầu tiên phát triển và thử nghiệm vắc-xin hoạt động với COVID-19.

##### Tranh cãi
Tháng 2 năm 2021, sau một năm điều tra dựa vào các quan chức giấu tên, Pfizer đã bị Cục điều tra báo chí (TBIJ) buộc tội "bắt nạt cấp độ cao" đối với ít nhất hai quốc gia Mỹ Latinh trong các cuộc đàm phán để mua vắc xin COVID-19, bao gồm cả việc yêu cầu các quốc gia đặt tài sản có chủ quyền làm thế chấp cho các khoản thanh toán. Theo TBIJ, các chiến thuật đàm phán này đã khiến Pfizer trì hoãn việc đạt được thỏa thuận về vắc xin với một quốc gia và hoàn toàn thất bại trong việc đạt thỏa thuận với hai quốc gia khác, bao gồm Argentina và Brazil.

#### Phát triển thuốc kháng virus đường uống
Tháng 11 năm 2021, Pfizer ra mắt một loại thuốc điều trị vi-rút COVID-19 bằng đường uống mới có tên là Paxlovid.
Tháng 1 năm 2022, Giám đốc điều hành của Pfizer là Albert Bourla xác nhận kết quả thử nghiệm của liều thứ tư đang chờ xử lý cho đến tháng 3 năm 2022. Ông nói công ty đang thiết lập hợp tác để phát triển một loại thuốc điều trị bằng thuốc chống COVID cùng với một loại thuốc của công ty Novasep ở Pháp. Ông cũng cho biết vắc-xin COVID "an toàn và hiệu quả" cho trẻ em. Tháng 5 năm 2022, xuất hiện các báo cáo về các bệnh nhân gặp phải các triệu chứng "tái phát" sau khi hoàn thành liệu trình điều trị Paxlovid kéo dài 5 ngày. FDA đã phản hồi bằng cách thông báo họ đã thực hiện các phân tích bổ sung về dữ liệu thử nghiệm lâm sàng của thuốc và quyết định không thay đổi các khuyến nghị. Tổng thống Hoa Kỳ Joe Biden và Tiến sĩ Anthony Fauci đều được báo cáo là đã trải qua hội chứng hồi phục này trong những tháng sau đó, trong khi tiếp tục giới thiệu loại thuốc này cho những người có thể hưởng lợi từ nó.

## Vấn đề pháp lý

### Tiếp thị dược phẩm thái quá
Pfizer từng bị buộc tội rất nhiều lần vì tiếp thị dược phẩm thái quá.

#### Tiếp thị bất hợp pháp gabapentin
Năm 1993, Cục quản lý Thực phẩm và Dược phẩm (FDA) đã phê duyệt thuốc gabapentin chỉ để điều trị chứng co giật. Warner–Lambert, hợp nhất với Pfizer vào năm 2000, đã sử dụng các chương trình đào tạo y khoa liên tục và nghiên cứu y học, tài trợ cho các bài báo về loại thuốc này cho các tài liệu y học và cáo buộc ngăn chặn các kết quả nghiên cứu không thuận lợi nhằm quảng bá gabapentin. Trong vòng năm năm, loại thuốc này đã được sử dụng rộng rãi cho việc dùng thuốc không cần kê đơn như điều trị cơn đau và các bệnh tâm thần. Warner–Lambert thừa nhận đã vi phạm các quy định của FDA bằng cách quảng cáo thuốc giảm đau, bệnh tâm thần, chứng đau nửa đầu và các mục đích sử dụng không được chấp thuận khác. Năm 2004, công ty đã trả 430 triệu đô la cho một trong những vụ dàn xếp lớn nhất để giải quyết các cáo buộc hình sự và trách nhiệm dân sự về chăm sóc sức khỏe. Đây là trường hợp quảng cáo ngoài nhãn hiệu đầu tiên được đưa ra ánh sáng theo Đạo luật chống kê khai lừa đảo. Một đánh giá của Cochrane đã kết luận gabapentin không hiệu quả trong việc điều trị triệu chứng đau nửa đầu. Học viện Thần kinh học Hoa Kỳ đánh giá nó có hiệu quả chưa được chứng minh, trong khi Hiệp hội Đau đầu Canada và Liên đoàn các Hiệp hội Thần kinh Châu Âu đánh giá việc sử dụng nó như dược phẩm hỗ trợ chỉ đạt chất lượng trung bình và thấp.

#### Tiếp thị Bextra bất hợp pháp
Tháng 9 năm 2009, Pfizer đã nhận tội tiếp thị bất hợp pháp thuốc viêm khớp valdecoxib (Bextra) và đồng ý với khoản bồi thường trị giá 2,3 tỷ đô la, đây là vụ gian lận chăm sóc sức khỏe lớn nhất tại thời điểm đó.

#### Vụ sa thải Peter Rost
Peter Rost là phó chủ tịch phụ trách bộ phận nội tiết tại Pharmacia trước khi được Pfizer mua lại. Trong thời gian đó, ông đã nêu lên những lo ngại trong nội bộ về hối lộ và hoạt động tiếp thị ngoài nhãn hiệu của Genotropin, thuốc điều trị hormone tăng trưởng ở người của Pharmacia. Pfizer đã báo cáo các hoạt động tiếp thị Pharmacia cho FDA và Bộ Tư pháp; Rost không biết về điều này và đã đệ đơn kiện FCA chống lại Pfizer. Pfizer vẫn giữ ông lại nhưng cô lập cho đến khi vụ kiện FCA hoàn tất năm 2005. Bộ Tư pháp từ chối can thiệp và Pfizer đã sa thải ông, cùng lúc đó ông đệ đơn kiện Pfizer chấm dứt hợp đồng lao động sai trái. Pfizer đã thắng khi bác bỏ vụ kiện, với phán quyết của tòa án rằng bằng chứng cho thấy Pfizer đã quyết định sa thải Rost trước khi biết về các hoạt động tố giác của ông.

#### Tiếp thị trái phép Rapamune
Một "vụ tuýt còi" đã được đệ trình vào năm 2005 chống lại Wyeth, công ty được Pfizer mua lại vào năm 2009, cáo buộc rằng công ty đã tiếp thị bất hợp pháp thuốc không cần kê đơn sirolimus (Rapamune), nhắm mục tiêu là các bác sĩ và cơ sở y tế cụ thể để tăng doanh số bán Rapamune, cố gắng khiến bệnh nhân chuyển từ thuốc cấy ghép của họ sang Rapamune và nhắm mục tiêu cụ thể là Người Mỹ gốc Phi. Theo những người tố giác, Wyeth cũng cung cấp cho các bác sĩ và bệnh viện đã kê đơn loại thuốc này những khoản lại quả như trợ cấp, quyên góp và các khoản tiền khác. Năm 2013, công ty  nhận tội vi phạm hình sự về ghi nhãn sai theo Đạo luật Thực phẩm, Dược phẩm và Mỹ phẩm Liên bang. Đến tháng 8 năm 2014, công ty nộp 491 triệu đô la tiền phạt dân sự và hình sự liên quan đến Rapamune.

#### Tiếp thị bất hợp pháp
Tháng 6 năm 2010, mạng lưới bảo hiểm y tế Blue Cross Blue Shield (BCBS) đã đệ đơn kiện Pfizer vì bị cáo buộc tiếp thị bất hợp pháp các loại thuốc Bextra, Geodon và Lyrica. BCBS cáo buộc rằng Pfizer đã sử dụng tiền hối lộ và thuyết phục các bác sĩ kê đơn thuốc sai. Theo vụ kiện, Pfizer đã phân phát các tài liệu 'gây hiểu lầm' về thuốc không cần kê đơn, gửi hơn 5.000 bác sĩ trong các chuyến đi đến Caribbean hoặc vòng quanh nước Mỹ, và trả cho họ 2.000 đô la danh dự để nghe bài giảng về Bextra.

### Xóa quảng cáo sau bài viết không hay
Theo John R. MacArthur của Harper's Magazine, Pfizer đã rút các quảng cáo trị giá "từ 400.000 đến một triệu đô la" khỏi Harper's Magazine sau một bài báo không mấy hay ho về thuốc trầm cảm.

### Khuyết van tim Shiley
Pfizer mua Shiley vào năm 1979. Khoảng 500 người đã chết khi van tim khiếm khuyết bị nứt và vào năm 1994, Pfizer đã đồng ý trả 10,75 triệu đô la để giải quyết các khiếu nại của Bộ Tư pháp Hoa Kỳ rằng công ty đã nói dối để có được sự phê duyệt cho các van.

### Sa thải nhân viên đã đệ đơn kiện
Một nhà khoa học đã đệ đơn kiện liên bang tuyên bố rằng bà bị nhiễm lentivirus biến đổi gen khi làm việc cho Pfizer, dẫn đến việc bị tê liệt liên tục. Một thẩm phán đã bác bỏ vụ kiện với lý do thiếu bằng chứng cho thấy căn bệnh này là do vi-rút gây ra nhưng bồi thẩm đoàn đã phán quyết rằng bằng cách sa thải nhân viên, Pfizer đã vi phạm luật bảo vệ quyền tự do ngôn luận của người tố giác và thưởng cho bà 1,37 đô la  triệu.

### Vụ kiện Trovafloxacin của Nigeria
Năm 1996, một đợt bùng phát bệnh sởi, dịch tả và viêm màng não do vi khuẩn đã xảy ra ở Nigeria. Các đại diện của Pfizer và nhân viên từ một tổ chức nghiên cứu theo hợp đồng (CRO) đã đến Kano để thiết lập một thử nghiệm lâm sàng và quản lý kháng sinh, trovafloxacin thử nghiệm cho khoảng 200 trẻ em. Các quan chức địa phương báo cáo hơn 50 trẻ em đã chết trong thí nghiệm, trong khi nhiều trẻ khác bị dị tật về thể chất và tinh thần.
Tháng 12 năm 2010,WikiLeaks tung tin rò rỉ điện tín ngoại giao của Hoa Kỳ chỉ ra việc Pfizer đã thuê các nhà điều tra để tìm bằng chứng tham nhũng chống lại tổng chưởng lý Nigeria Aondoakaa nhằm thuyết phục ông ta từ bỏ hành động pháp lý. Phóng viên Joe Stephens của The Washington Post, người đã giúp phanh phui câu chuyện vào năm 2000, gọi những hành động này là "nguy hiểm ngang ngửa với tống tiền".  Đáp lại, công ty đã đưa ra một thông cáo báo chí mô tả các cáo buộc là "vô lý" và nói rằng họ đã hành động một cách thiện chí..
Các vụ kiện cuối cùng đã được giải quyết bên ngoài tòa án. Pfizer cam kết trả 35 triệu đô la Mỹ "để bồi thường cho gia đình các trẻ em trong nghiên cứu", 30 triệu đô la Mỹ khác để "hỗ trợ các sáng kiến chăm sóc sức khỏe ở Kano" và 10 triệu đô la Mỹ để trang trải chi phí pháp lý. Việc bồi thường bắt đầu vào năm 2011.

### Tăng giá khống
Tháng 7 năm 2022, các cơ quan chống độc quyền của Anh đã phạt Pfizer 63 triệu bảng Anh vì bán giá cao bất thường đối với các loại thuốc hỗ trợ kiểm soát cơn động kinh. Cơ quan Cạnh tranh và Thị trường tuyên bố công ty đã lợi dụng kẽ hở bằng cách hủy bỏ nhãn hiệu thuốc động kinh Epanutin, bằng thủ đoạn đó, giá của Epanutin không được quy định theo cùng tiêu chuẩn. Có tin đồn rằng trong khoảng thời gian 4 năm, Pfizer đã lập hóa đơn khống cho Epanutin cao hơn khoảng 780% và 1.600% so với giá tiêu chuẩn.

### Các cáo buộc vi phạm bằng sáng chế đối với công nghệ mRNA
Tháng 8 năm 2022, Moderna thông báo họ sẽ kiện Pfizer và đối tác BioNTech vì vi phạm bằng sáng chế của họ về công nghệ mRNA.